# Andinobates virolinensis
Andinobates virolinensis е вид жаба от семейство Дърволази (Dendrobatidae). Видът е застрашен от изчезване.

## Разпространение
Разпространен е в Колумбия.

## Описание
Популацията на вида е намаляваща.